# Chvrches
Chvrches, CHVRCHES lub CHVRCHΞS (wym. z ang. churches) – szkocki zespół specjalizujący się w muzyce synth pop i indie rock. Został założony w 2011 roku w Glasgow. W skład grupy wchodzą:
- Lauren Mayberry (śpiew oraz syntezatory),
- Iain Cook (syntezatory, gitara, bas, śpiew),
- Martin Doherty (syntezatory, samplery, śpiew).

## Historia
Przed dołączeniem do Chvrches, Iain Cook był członkiem Aereogramme i Unwinding Hours oraz komponował muzykę do filmów. Martin Doherty był członkiem grupy The Twilight Sad. Lauren Mayberry grała na fortepianie i perkusji m.in. w Boyfriend/Girlfriend oraz Blue Sky Archives. 
Mayberry i Doherty nazwali grupę Churches, pisaną przez „v”, by uniknąć konotacji religijnych.
W 2013 roku zespół znalazł się na piątym miejscu listy przebojów Sound of 2013. W marcu tego samego roku wydali minialbum zatytułowany "Recover", a 20 września wydali swój pierwszy album studyjny pod tytułem The Bones of What You Believe. Utwór „We Sink” został wykorzystany w ścieżce dźwiękowej do gry FIFA 14. Zespół uczestniczył również w produkcji ścieżki dźwiękowej do gry Mirror’s Edge Catalyst, w ramach której przygotował utwór zatytułowany „Warning Call”. Piosenki takie jak "Bury it", "Clearest Blue", "The Mother We Share" oraz "Never Say Die" znalazły się w ścieżkach dźwiękowych gier Forza Horizon 2, Forza Horizon 3 oraz Forza Horizon 4.

## Styl muzyczny
Styl muzyczny zespołu Chvrches najczęściej opisywany jest jako muzyka elektroniczna lub synth pop. Neon Gold określił ich brzmienie jako „huragan bezbożnej, kinetycznej pop energii”.

## Dyskografia
Albumy studyjne:
- „The Bones of What You Believe” (2013)[10]
- „Every Open Eye” (2015)[11]
- „Love Is Dead” (2018)[12]
- "Screen Violence" (2021)[13]

Minialbumy:
- „Recover EP” (2013)[14]
- „Gun EP” (2013)[15]
- „EP” (2013) (Japanese release)[16]
- „Recover EP” (Alucard Sessions) (2014)[17]
- „We Sink EP” (2014)[18]
- "Hansa Session" (2018)[19]
- "In Search of Darkness" (2021)[20]

Single:
- 11.05.2012 – „Lies”
- 17.09.2012 – „The Mother We Share”
- 06.02.2013 – „Recover”
- 15.07.2013 – „Gun”

Teledyski:
- „Recover” (2013)[21]
- „Gun” (2013)[22]
- „The Mother We Share” (2013)[23]
- „Lies” (2013)[24]
- „Under The Tide” (2014)[25]
- „Leave A Trace” (2015)[26]
- „Empty Threat” (2015)[27]
- „Clearest Blue” (2016)[28]
- "Get Out" (2018)[29]
- "Miracle" (2018)[30]
- "Graffiti" (2018)[31]
- „He Said She Said” (2021)[32]
- „How Not To Drown” (2021)[33]
- „Good Girls” (2021)[34]

Covery:
- Prince – „I Would Die 4 U” (2012)
- Haim – „Falling” (2013)
- Whitney Houston – „It's Not Right But It's Okay” (2013)
- East 17 – „Stay Another Day” (2013)
- Janelle Monáe – „Tightrope” (2013)
- Bauhaus – „Bela Lugosi's Dead” (2014)
- Arctic Monkeys – „Do I Wanna Know?” (2014)
- Lorde – „Team” (2014)
- Justin Timberlake - „Cry Me a River” (2014)[35]
- Calvin Harris - „This Is What You Came For” (2016)[36]

Remixy:
- Ultraista – „Gold Dayzz”
- St Lucia – „Before the dive”
- MS MR – „Hurricane”

## Nagrody i nominacje
- 2012 – BBC Sound of 2013 – Sound of 2013
- 2013 – South by Southwest – Inaugural Grulke Prize